# Phaneromyces macrosporus
Phaneromyces macrosporus är en svampart som först beskrevs av Jean Louis Emile Boudier, och fick sitt nu gällande namn av Speg. 1889. Phaneromyces macrosporus ingår i släktet Phaneromyces och familjen Phaneromycetaceae.   Inga underarter finns listade i Catalogue of Life.